# Iguana-rosada
Conolophus marthae, conhecida popularmente como iguana-rosada, iguana-rosa, iguana-terrestre-rosa-de-galápagos, é uma espécie de réptil da família Iguanidae. Endêmica das ilhas Galápagos, onde pode ser encontrada apenas na ilha Isabela nas encostas do vulcão Wolf.
Ela possui cerca de 45 espécimes e chega a medir 100 cm e pesar 12 kg, essa espécie é um dos animais mais raros do planeta.

## Nomenclatura e taxonomia
A espécie foi descrita em 2009 por Gabriele Gentile e Howard L. Snell como Conolophus marthae. O epíteto específico é uma homenagem a Martha Rebecca Gentile, filha de pesquisadora Gabriele Gentile.

## Distribuição geográfica e habitat
A espécie é endêmica da ilha de Isabela, maior ilha do arquipélago de Galápagos, pertencente ao Equador. A iguana ocorre somente na encosta norte do vulcão Wolf entre 600 e 1700 metros de altitude, ocupando uma área regular de 25 km², entretanto a maioria dos avistamentos ocorre numa área de 10,9 km².
As variações de altitude ao longo das encostas do vulcão implicam em diferentes condições ambientais que reflete no tipo de vegetação presente. Os habitats da espécie incluem o matagal árido tropical no topo, e a floresta tropical seca ao longo das encostas..

## Conservação
Conolophus marthae é classificada pela União Internacional para Conservação da Natureza (IUCN) como "em perigo crítico" de extinção, devido a restrição geográfica, já que a área de distribuição é menor que 25 km², e ao tamanho populacional, cerca de 192 indivíduos adultos. As ameaças não são totalmente conhecidas, mas ratos e gatos constituem predadores conhecidos. Erupções vulcânicas e secas periódicas também podem causar impacto na população.